# Jan Nepomuk Mitrovský z Mitrovic
Jan Nepomuk Mitrovský z Mitrovic a Nemyšle (německy Johann Nepomuk Freiherr Mittrovsky von Mittrowitz und Nemischl, 1704 – 3. června 1760) byl český šlechtic z uherské větve starého šlechtického rodu Mitrovských z Nemyšle.

## Život
Narodil se jako syn svobodného pána Arnošta Matyáše, zakladatele uherské linie rodu a jeho manželky Heleny, rozené Sobkové z Kornic. Měl bratry Arnošta Josefa, Maxmiliána Josefa, sestru Helenu Josefu Antonii a nevlastního sourzence Jana Baltazara a Johanu Josefu, provdanvou z Althannu.
Jan Nepomuk se věnoval hornictví a zastával úřad komorního úředníka v Uhrách. V roce 1738 jej dvorská komora pověřila prozkoumáním chátrajících stříbrných dolů v Jihlavě a následně je opět uvedl je do provozu. V roce 1747 se stal vrchním důlním ředitelem na Moravě a o několik měsíců později též administrátorem nejvyššího mincovního úřadu v Českém království, kde měl na starost organizaci těžby. Tato funkce byla později sloučena s vedením mincovny a tento post byl svěřen hraběti Františku Josefu Pachtovi z Rájova.
Svobodný pán Jan Nepomuk Mitrovský z Mitrovic a Nemyšle zemřel 3. června 1760. V době své smrti byl tajným radou a přísedícím zastupitelstva české královské komory.
Byl ženatý s Marií Kazimírou rozenou Blankovskou z Dorušic. Manželé měli tři syny: Josefa Antonína (1733-1808), Antonína Arnošta (1735-1813) a Karla (1738-1816).